# Sirsa
Sirsa (hindi सिरसा) és una ciutat i consell municipal d'Haryana, capital del districte de Sirsa, situada a 29° 32′ N, 75° 01′ E / 29.53°N,75.02°E a la vora del llit sec pel que va córrer el Ghaggar. Consta al cens del 2001 amb 160.129 habitants amb una nombrosa comunitat sikh i dos gurudwares o temples sikhs.

## Història
La tradició diu que fou fundada per Raja Saras, que hauria construït el fort i la ciutat vers el segle V o VI amb el nom de Sarsuti. Prop de la ciutat hauria estat capturat Prithwi Raj després de la seva derrota davant Muizz al-Din Muhammad de Ghor el 1192. Era ciutat important al segle xiv. Fou capturada per Tamerlà a finals del segle xiv. És esmentada sota Sayyid Mubarak Shah II (1421-1435) com a lloc de trobada després d'una expedició contra la fortalesa rebel de Sirhind. En el regnat de Sher Shah fou per un temps quarter general de Rao Kalyan Singh de Bikaner, expulsat del seu estat pel rao de Jodhpur o Marwar. Al segle xviii fou una de les principals fortaleses dels bhattis, sent conquerida per Amar Singh de Patiala el 1774, i retornada als bhattis per l'acord del 1781. Es va despoblar en part a la gran fam de 1726 i totalment a la de 1783; el 1803 va passar nominalment als britànics que no hi van establir la seva administració fins al 1818 després de l'expedició contra el cap bhatti nawab Zabita Khan. La moderna ciutat fou fundada el 1837 pel major Thoresby, Superintendent de Bhattiana, que pel seu poblament va cridar a comerciants d'Hansi, Hissar, i pobles propers de Bikaner i Patiala; el 1858 va donar nom al districte de Sirsa abolit el 1884. El 1867 es va formar la municipalitat. El 1881 va arribar a 12.292 habitants i el 1901 a 15.800. Les ruïnes de l'antiga Sirsa estan a la part sud-oest de la ciutat moderna, i inclouen un antic fort i un tanc d'aigua.